# Lawrence Hertzog
Lawrence Hertzog (* 25. Juni 1951 in Flushing, Queens, USA; † 19. April 2008 in Los Angeles, Kalifornien; auch Larry Hertzog) war ein US-amerikanischer Drehbuchautor und Produzent von Fernsehserien und Fernsehfilmen.

## Leben und Leistungen
Hertzog wurde in Flushing, einem Stadtteil von Queens, einem Borough von New York City, geboren. Seine Eltern waren Arlene und Harold Hertzog. Er hatte einen älteren Bruder namens David. Die Kinder wuchsen in Teaneck im Bundesstaat New Jersey auf. 1977 übersiedelte Lawrence Hertzog nach Los Angeles.
Er schrieb und produzierte über 25 Jahre lang vor allem Fernsehserien, zum Beispiel Nowhere Man – Ohne Identität! mit Bruce Greenwood in der Hauptrolle. Hertzog arbeitete in dieser Serie mit Joel Surnow zusammen, und sie befreundeten sich. Später holte ihn Surnow während der dritten Staffel zur Serie Nikita, in der Peta Wilson und Roy Dupuis die Hauptrollen darstellten. In der vierten Staffel dieser Agentenserie verfasste Hertzog zusammen mit Peter M. Lenkov einen Großteil der Skripte. Insgesamt tragen vierzehn Drehbücher von Nikita seinen Namen. Er übernahm auch einen Teil der Arbeit von Surnow in der vierten Staffel und war als Executive Consultant tätig. Er war während Nowhere Man – Ohne Identität! und Nikita mit Fans der Serien übers Internet in Kontakt.
Hertzog war Autor von zwei Reunion-Fernsehfilmen der Serie Hart aber herzlich mit Robert Wagner und Stefanie Powers in den Hauptrollen.
Im Jahr 2007 arbeitete er als Drehbuchautor und Associate Producer an der Fernsehserie Painkiller Jane mit Kristanna Loken in der Hauptrolle.
Er starb im Alter von 56 Jahren an Krebs. Er hinterließ seine Frau Karen.

## Filmografie(Auswahl)

### Drehbuchautor
- 1979: Mrs. Columbo (Fernsehserie)
- 1979: Hart aber herzlich (Hart to Hart) (Fernsehserie)
- 1983: Hardcastle & McCormick (Hardcastle and McCormick) (Fernsehserie)
- 1986–1987: Stingray (Fernsehserie)
- 1990: Die totale Gefahr (Project: Tin Men)
- 1994: Darkman II – Durants Rückkehr (Darkman II: The Return of Durant)
- 1994: Hart aber herzlich – Tod einer Freundin (Hart to Hart: Home Is Where the Hart Is)
- 1994: Hart aber herzlich – Dem Täter auf der Spur (Hart to Hart: Crimes of the Hart)
- 1995–1996: Nowhere Man – Ohne Identität! (Nowhere Man) (Fernsehserie)
- 1999–2001: Nikita (La Femme Nikita) (Fernsehserie)
- 2002: 24 (Fernsehserie)
- 2005: Nowhere Man: Fact or Fiction? – True Stories of CIA Mind Control Techniques
- 2007: Painkiller Jane (Fernsehserie)

### Produzent
- 1983: Hardcastle & McCormick (Hardcastle and McCormick) (Fernsehserie)
- 1986–1987: Stingray (Fernsehserie)
- 1989: Down Delaware Road
- 1990: Die totale Gefahr (Project: Tin Men)
- 1994–1995: SeaQuest DSV (Fernsehserie)
- 1995–1996: Nowhere Man – Ohne Identität! (Nowhere Man) (Fernsehserie)
- 2007: Painkiller Jane (Fernsehserie)

### Executive Consultant
- 2000–2001: Nikita (La Femme Nikita) (Fernsehserie)